# Podział administracyjny Nikaragui
Podział administracyjny Nikaragui obejmuje 15 departamentów (departamentos) i 2 regiony autonomiczne (región autónoma). Niższym stopniem podziału są gminy (municipios), których wydzielonych jest 152.
Regiony autonomiczne (wspólnoty autonomiczne) wzorowane są na modelu hiszpańskim. Obejmują one obszary kraju położone we wschodniej części kraju, gdzie występuje mniejszość angielskojęzyczna. Zostały one wprowadzone w 1986 w miejsce rozwiązanego 16. departamentu Zelaya. Na czele tych regionów stoi gubernator i rada regionalna.

## Departamenty i regiony autonomiczne
| Departamenty i ich stolice: 1. Boaco – Boaco 2. Carazo – Jinotepe 3. Chinandega – Chinandega 4. Chontales – Juigalpa 5. Estelí – Estelí 6. Granada – Granada 7. Jinotega – Jinotega 8. León – León 9. Madriz – Somoto 10. Managua – Managua 11. Masaya – Masaya 12. Matagalpa – Matagalpa 13. Nueva Segovia – Ocotal 14. Rivas – Rivas 15. Río San Juan – San Carlos Regiony autonomiczne i ich stolice: 16. Wybrzeże Karaibskie Północne – Bilwi (Puerto Cabezas) 17. Wybrzeże Karaibskie Południowe – Bluefields | NicaraguaDepartmentsNumbered.png |

## Regiony i strefy specjalne
W 1982 powołano wyższy stopień podziału administracyjnego, który obejmował zgrupowania departamentów. Wydzielono wówczas 6 regionów i 3 strefy specjalne. Mimo to departamenty są nadal uznawane za podstawową jednostkę podziału administracyjnego Nikaragui.
| region                         | nazwa                          | stolica    | departamenty                   |
| ------------------------------ | ------------------------------ | ---------- | ------------------------------ |
| Región I                       | Las Segovias                   | Estelí     | Estelí, Madriz, Nueva Segovia  |
| Región II                      | Occidental                     | León       | Chinandega, León               |
| Región III                     | Managua                        | Managua    | Managua                        |
| Región IV                      | Sur                            | Jinotepe   | Carazo, Granada, Masaya, Rivas |
| Región V                       | Central                        | Juigalpa   | Boaco, Chontales               |
| Región VI                      | Norte                          | Matagalpa  | Jinotega, Matagalpa            |
| Wybrzeże Karaibskie Północne   | Wybrzeże Karaibskie Północne   | Rosita     | Zelaya (część)                 |
| Wybrzeże Karaibskie Południowe | Wybrzeże Karaibskie Południowe | Bluefields | Zelaya (część)                 |
| Zona Especial III              | Zona Especial III              | San Carlos | Río San Juan                   |

## Strefy
Ponadto Nikaragua podzielona jest nieoficjalnie na trzy strefy geograficzne:
- pacyficzną – Carazo, Chinandega, Granada, León, Managua, Masaya, Rivas
- centralną – Boaco, Chontales, Estelí, Jinotega, Madriz, Matagalpa, Nueva Segovia
- atlantycką – Wybrzeże Karaibskie Północne, Wybrzeże Karaibskie Południowe, Río San Juan